# Jacques Wild
Pour les articles homonymes, voir Wild.
Jacques Wild, né le 20 octobre 1905 à Saïda en Algérie française et mort le 26 novembre 1990 à Versailles, est un footballeur international français actif dans les années 1920 et évoluant au poste de défenseur ou milieu de terrain.

## Carrière
Sa date de naissance est incertaine. Sa fiche sur le site de la FFF indique 1905 mais la presse d'époque indique qu'il a 29 ans en 1928.
Jacques Wild débute en junior au Stade français puis gravit tous les échelons jusqu'à l'équipe première. Avec son club, il est champion 1927-1928 de la Ligue de Paris de football puis remporte l'édition 1928 du championnat de France amateur,.
Il est aussi appelé en équipe de France de football et totalise huit capes entre 1927 et 1929.

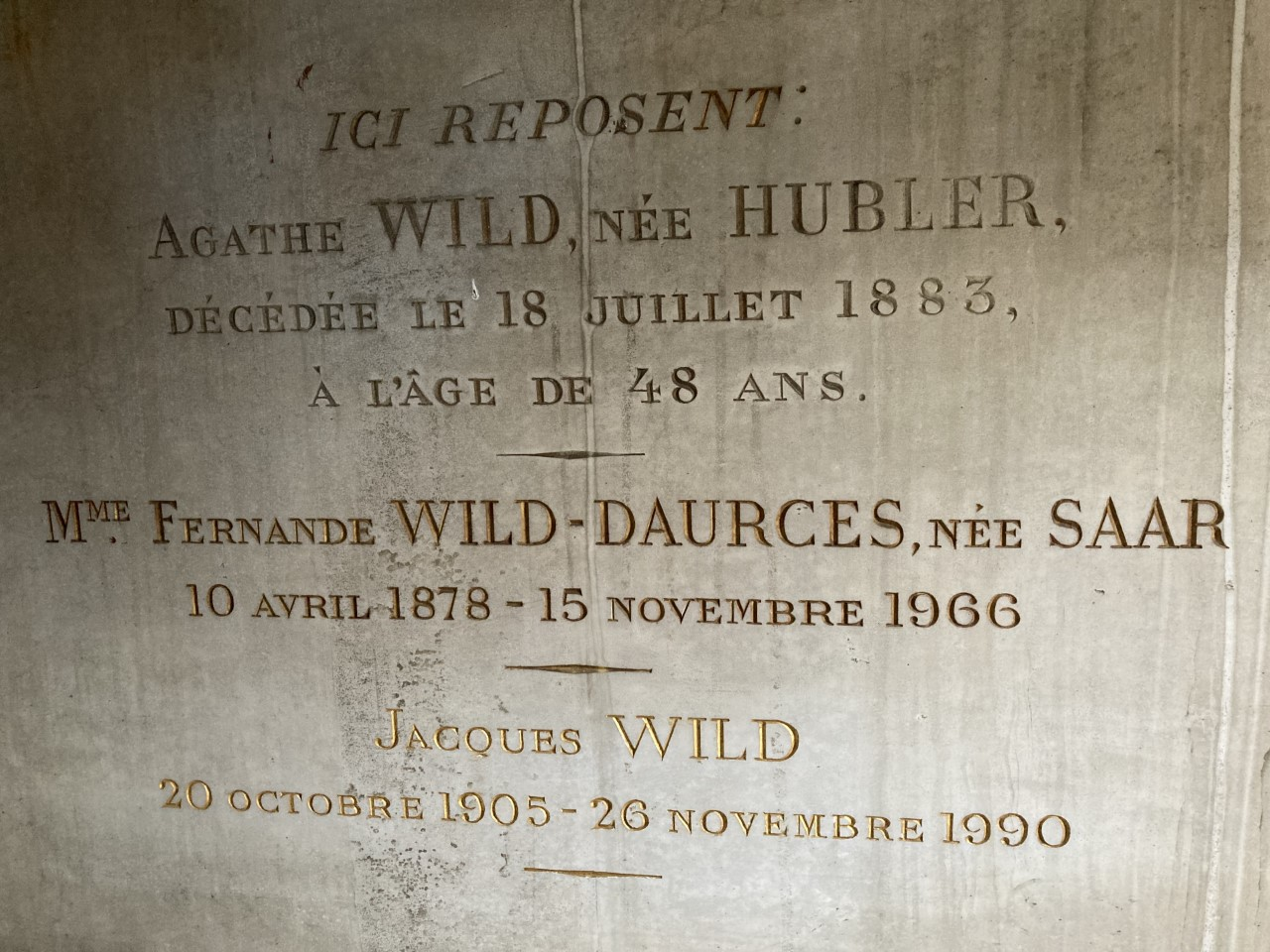
Sépulture au cimetière de Passy.

Il est enterré dans la chapelle familiale au cimetière de Passy.